# Christopher Knuth
Christopher Adam Valdemar greve Knuth (født 3. juli 1855 på Østergård i Mern Sogn, død 12. januar 1942) var en dansk godsejer, hippolog og politiker, far til Benedicte, Wilhelm og Kristian Knuth.
Han blev student fra Schneekloths Skole 1874 og tog filosofikum 1875. Han arvede i 1897 godset Liliendal efter sin far, og ejede desuden Valnæsgård på Falster fra 1903-1918, samt den sydlige del af Dehns Palæ i København fra 1871-1942. Inden for landbruget havde især hesteavl hans interesse, og han var derfor i perioden 1901-1910 formand for Foreningen til den ædle hesteavls fremme. Under sit formandskab fik han, trods megen modstand, gennemført beslutningen om at flytte foreningens væddeløb fra Eremitagesletten til den nyanlagte Klampenborg Galopbane.
Som politiker var han valgt af Højre (fra 1915 Det Konservative Folkeparti) og sad i Landstinget fra 1910-1918. Han var før da medlem af Præstø Amtsråd 1895-1916. Han var medlem af Øster Egesborg Sogneråd.
Han var medlem af Nationalbankens repræsentantskab i to perioder fra 1904-1909 og igen fra 1913-1921, og direktør for Præstø Sparekasse i 1896 og Kalvehavebanen fra 1924. Han var Ridder af Dannebrog, Dannebrogsmand, kammerherre og hofjægermester.